# Cladophialophora carrionii
Cladophialophora carrionii är en svampart som först beskrevs av Trejos, och fick sitt nu gällande namn av de Hoog, Kwon-Chung & McGinnis 1995. Cladophialophora carrionii ingår i släktet Cladophialophora och familjen Herpotrichiellaceae.   Inga underarter finns listade i Catalogue of Life.